# 2012 DA14
2012 DA14 o (367943) Duende és un asteroide proper a la Terra amb un diàmetre estimat de 50 m i una massa de 190.000 tones mètriques. Va ser descobert el 22 de febrer de 2012, per l'Observatori Astronòmic de Mallorca amb els telescopis de La Sagra telecontrolats des de Mallorca, set dies després de passar a 0,0174 ua (2.600.000 km) de la Terra. Els càlculs mostren que en el 15 de febrer de 2013, la distància entre l'asteroide i el punt central de la Terra va ser de 0,0002276 ua (34.050 km). L'asteroide passà a 27.700 km de la superfície terrestre. Aquest és un acostament rècord d'un objecte conegut d'aquesta mida.

## Passada de 2013

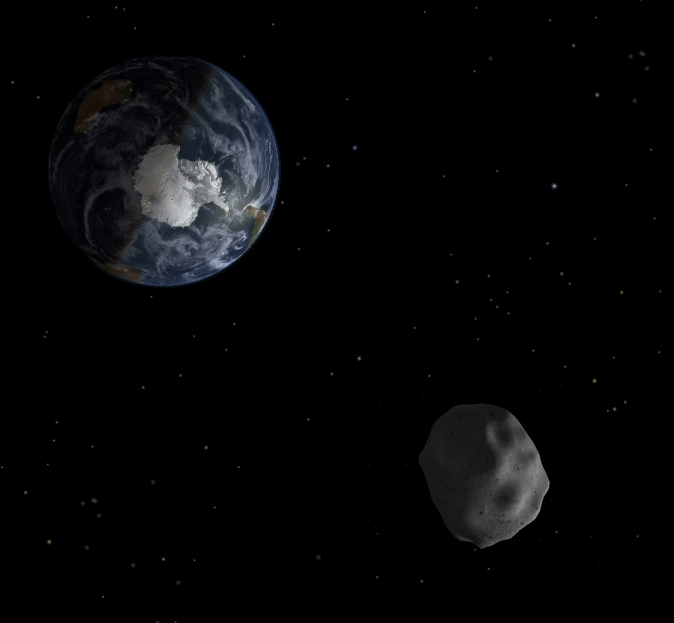
Impressió artística de passant la Terra el 15 de febrer 2013

El 9 de gener de 2013, l'asteroide es va recuperar per l'Observatori de Las Campanas i l'arc augmentat d'observació va ser de 10 dies a 321 dies. Se sap ara que en el 15 de febrer de 2013 a les 08:25 Universal Time, l'asteroide passà a una distància de 0,0002276 ua (34.050 km) des del punt central de la Terra, amb una regió d'incertesa d'aproximadament 0,0000001 ua (15 km). Passà a 27.700 quilòmetres per sobre de la superfície terrestre, més a prop dels satèl·lits en òrbita geosíncrona. No serà visible per a l'ull nu, però breument arribarà a un màxim històric d'aproximadament 7,2 de magnitud aparent. El lloc més adequat per al màxim acostament serà Indonèsia. Europa de l'Est, Àsia i Austràlia també estan ben situats per veure l'asteroide en la seva màxima aproximació. Es creu que l'asteroide no passi per sota dels 1950 km de qualsevol satèl·lit. L'Observatori Goldstone observà el 2012 DA14 amb radar del 16 al 20 de febrer.
L'acostament màxim a la Terra reduirà el període orbital de 2012 DA14 de 368 dies a 317 dies i la pertorbació de la classe Apollo a l'Aton dels asteroides propers a la Terra. El següent acostament important prop de la Terra serà el 15 de febrer de 2046 quan l'asteroide passarà a una distància no superior a 0,01 ua (1.500.000 km) des del punt central de la Terra.
El matí del 15 de febrer de 2013 una forta explosió atmosfèrica i una pluja de meteorits va tenir lloc sobre Txeliàbinsk, Rússia. Els fragments del meteorit van caure en una zona poc poblada de la regió de Txeliàbinsk, segons va declarar el Ministeri d'Emergències en un comunicat. El portaveu del Ministeri de l'Interior, Vadim Kolesnikov va dir que 102 persones havien demanat assistència mèdica després de l'incident, sobretot per al tractament de lesions de vidres trencats per les explosions. Kolsenikov també va dir que prop de 6000 peus quadrats d'un sostre en una fàbrica de zinc s'havia esfondrat.

## Riscos
- L'asteroide no impactarà a la Terra en el 29 de febrer de 2016.[10]
- Hi ha un risc acumulatiu de 0,00000021% (1 en 4.700.000) que 2012 DA14 impacti amb la Terra entre 2080 i 2111.[4]
- Està classificat com un baix de −7.44 en l'Escala de Palerm.[17] (El risc és menor que un vint-i-setena milionèsima part del risc de fons estimat que asteroide de mida similar impacti durant aquest període.[18] S'estima que hi ha més d'un milió d'asteroides propers a la Terra més petits que 100 metres.)[19]
- Està classificat com a 0 (Sense Perill) en l'Escala de Torí.[4]

Si impactés contra la Terra, s'estima que entraria a l'atmosfera a 12,7 km/s amb una energia cinètica de 3,5 megatones de TNT, i produiria una ràfega d'aire amb l'equivalent de 2,9 megatones de TNT a una altitud d'aproximadament 8,5 quilòmetres. L'esdeveniment de Tunguska s'ha estimat en 3-20 megatones. Els asteroides d'uns 50 metres de diàmetre s'espera que impactin la Terra una vegada cada 1200 anys aproximadament. Aquest impacte podria resultar en una destrucció de ciutats, ja que els asteroides de més de 35 metres de diàmetre poden ser una amenaça per a un poble o ciutat.
| Diàmetre | Energia cinètica a l'entrada atmosfèrica | Energia de la ràfega d'aire | Altitud de la ràfega d'aire | Freqüència de mitjana |
| -------- | ---------------------------------------- | --------------------------- | --------------------------- | --------------------- |
| 30 m     | 708 kt                                   | 530 kt                      | 16,1 km                     | 185 anys              |
| 50 m     | 3,3 Mt                                   | 2,9 Mt                      | 8,5 km                      | 764 anys              |
| 70 m     | 9 Mt                                     | 8,5 Mt                      | 3,4 km                      | 1900 anys             |
| 85 m     | 16.1 Mt                                  | 15,6 Mt                     | 0,435 km                    | 3300 anys             |

La taula anterior utilitza la densitat pedregosa Sentry de l'asteroide de 2600 kg/m³, Velocitat d'entrada en l'atmosfera del Sentry (Vimpact) de 12,7 km/s, i un angle de 45 graus.

### Majors avaluacions de riscos
En el 2012 hi va haver un risc acumulatiu de 0,033% (1 en 3.030) que 2012 DA14 impacti la Terra algun cop entre 2026 i 2069. En el 2012 es va saber també que l'asteroide passaria més a prop de la superfície terrestre que 3,2 radis terrestres durant la passada de 2013. Eliminant una entrada de la Taula de Risc Sentry és una predicció negativa, una predicció que no hauria de passar.